# Carson Parks
Clarence Carson Parks (* 26. April 1936 in Philadelphia, Pennsylvania; † 22. Juni 2005 in St. Marys, Georgia) war ein US-amerikanischer Musiker, Songschreiber und Inhaber der Greenwood Musik Co. Er ist der Komponist des erfolgreichen Liedes Somethin’ Stupid. 
Der Sohn eines Psychiaters absolvierte die Phillips Academy in Andover (Massachusetts), das „Carnegie Technological Institute“ und die University of Miami in Florida. In den frühen 1960er Jahren begann er in Los Angeles zu arbeiten. Er gründete mit seinem Studienfreund Bernie Armstrong das Duo Steeltown Two, das für ein kleines Plattenlabel erste Aufnahmen machte. Zudem spielte das Duo für diverse Bands und wirkte am Soundtrack zu John Waynes Film The Alamo mit. 1962 beendete das Duo seine Zusammenarbeit. Wenig später gründete Carson Parks mit seinem jüngeren Bruder Van Dyke Parks sowie dem Sänger Pat Peyton die Steeltown Three. Die beiden Brüder gründeten schließlich die Greenwood Country Singers, die einen Plattenvertrag bei MGM Records erhielten. Die Gruppe nahm vier Alben auf und hatte zwei niedrige Chartnotierungen mit ihren Singles.  
1966 veröffentlichte Parks das Lied Somethin’ Stupid mit seiner Frau Gaile Foote als Duett. Durch Kontakte wurde Frank Sinatra auf dieses Lied aufmerksam, der es gemeinsam mit seiner Tochter Nancy Sinatra aufnahm. In dieser Fassung wurde das Stück zum Welthit und blieb vier Wochen an der Spitze der US-amerikanischen Billboard Charts. Auch in der britischen Hitparade erreichte der Titel den ersten Platz. Das Lied wurde in den folgenden Jahren und Jahrzehnten von vielen weiteren Künstlern interpretiert. 
Nach diesem Erfolg konnte Parks weitere Lieder an diverse Künstler verkaufen, darunter waren die Mills Brothers und Jack Jones. Diese Lieder konnten allerdings nicht annähernd ähnliche Erfolge feiern. Er beendete schließlich seine musikalische Karriere und konzentrierte sich darauf, Musik zu publizieren.
Carson Parks starb am 22. Juni 2005 in seinem Haus in St. Marys in Georgia an Nierenversagen.